# Carl Gustaf Norman
Carl Gustaf Norman, född 17 augusti 1783, död 9 juni 1823, var en svensk myntgravör.
Han var son till myntgravören Christopher Norman och Greta Lisa Forsman och från 1809 gift med Elisabet Liljeblad. Vid farbrodern Carl Erik Normans död 1808 fick han biträda sin far som gravör vid myntverket i Avesta. Han fick en fast tjänst vid myntverket 12 september 1808 men var endast avlönad med 33 riksdaler 16 skilling banco per år samt extra betalning för förfärdiga myntstampar som kunde ge en bra utkomst vid en jämn myntutgivning och om myntningen avstannade tvingades han skaffa extra inkomster. Under hans tid vid myntverket skedde en omfattande kopparmyntsprägling på grund av två tronväxlingar som medförde typändringar på mynten.  